# Lethe anysis
Lethe anysis är en fjärilsart som beskrevs av William Chapman Hewitson 1862. Lethe anysis ingår i släktet Lethe och familjen praktfjärilar. Inga underarter finns listade i Catalogue of Life.